# Општина Ивешти (Галац)
Ивешти (рум. Iveşti) општина је у Румунији у округу Галац.
Oпштина се налази на надморској висини од 29 m.